# Villar-Saint-Anselme
Villar-Saint-Anselme es un pequeño pueblo de 94 habitantes (datos de 1999) y comuna francesa, situada en el departamento del Aude en la región de Languedoc-Roussillon.
A sus habitantes se les conoce por el gentilicio Villarois.